# Лі Ту
Лі Ту (англ. Li Tu; нар. 27 травня 1996) — австралійський тенісист.
Найвищу одиночну позицію світового рейтингу — 190 місце досяг 17 жовтня 2022, парну — 204 місце — 1 серпня 2022 року.
Найвищим досягненням на турнірах Великого шолома було 3 коло в парному розряді.

## Фінали ATP Челленджер і ITF World Tour

### Одиночний розряд: 12 (9–3)
| Легенда (одиночний розряд)  |
| --------------------------- |
| Тур ATP Челленджер (1–0)    |
| ITF World Tennis Tour (8–3) |

| Фінали за покриттям |
| ------------------- |
| Тверде (8–3)        |
| Ґрунт (1–0)         |

| Результат | В-П | Дата     | Турнір                 | Рівень                | Покриття   | Суперник               | Рахунок                 |
| --------- | --- | -------- | ---------------------- | --------------------- | ---------- | ---------------------- | ----------------------- |
| Перемога  | 1–0 | Сер 2021 | M15 Монастір, Туніс    | Світовий тенісний тур | Тверде     | Матео Ніколас Мартінес | 6–1, 6–1                |
| Перемога  | 2–0 | Вер 2021 | M15 Монастір, Туніс    | Світовий тенісний тур | Тверде     | Габрієл Декампс        | 6–2, 6–1                |
| Перемога  | 3–0 | Вер 2021 | M15 Монастір, Туніс    | Світовий тенісний тур | Тверде     | Рьота Танума           | 3–6, 6–1, 6–2           |
| Перемога  | 4–0 | Лис 2021 | M25 Сен-Дізьє, Франція | Світовий тенісний тур | Тверде (i) | Дейн Свіні             | 1–6, 6–1, 6–4           |
| Перемога  | 5–0 | Лют 2022 | M25 Бендіго, Австралія | Світовий тенісний тур | Тверде     | Ендрю Гарріс           | 6–3, 6–1                |
| Перемога  | 6–0 | Тра 2022 | M25 Каїр, Єгипет       | Світовий тенісний тур | Ґрунт      | Колін Сінклер          | 6–4, 3–6, 6–4           |
| Поразка   | 6-1 | Тра 2022 | M15 Монастір, Туніс    | Світовий тенісний тур | Тверде     | Скандер Мансурі        | 4–6, 2–6                |
| Перемога  | 7–1 | Тра 2022 | M25 Монастір, Туніс    | Світовий тенісний тур | Тверде     | Скандер Мансурі        | 6–7(3–7), 6–4, 7–6(7–4) |
| Поразка   | 7–2 | Лип 2022 | M15 Waco, Техас, США   | Світовий тенісний тур | Тверде     | Адам Валтон            | 5–7, 6–0, 1–6           |
| Перемога  | 8–2 | Жов 2022 | Сеул, Південна Корея   | Челленджер            | Тверде     | У Їбін                 | 7–6(7–5), 6–4           |
| Перемога  | 9–2 | Кві 2023 | M15 Монастір, Туніс    | Світовий тенісний тур | Тверде     | Данієл Родрігес        | 3–6, 6–4, 6–4           |
| Поразка   | 9–3 | Кві 2023 | M15 Монастір, Туніс    | Світовий тенісний тур | Тверде     | Дуарте Вале            | 3–6, 0–3, ret.          |

### Парний розряд: 5 (4–1)
| Легенда               |
| --------------------- |
| $25,000 турніри (2–1) |
| $15,000 турніри (2–0) |

| Фінали за покриттям |
| ------------------- |
| Тверде (3–1)        |
| Ґрунт (0–0)         |

| Результат | В-П | Дата     | Level | Турнір              | Покриття | Партнер     | Суперники                            | Рахунок          |
| --------- | --- | -------- | ----- | ------------------- | -------- | ----------- | ------------------------------------ | ---------------- |
| Перемога  | 1–0 | Сер 2021 | M15   | Монастір, Туніс     | Тверде   | Джеремі Біл | Ауґуст Гольмґрен Йоганнес Інґільдсен | 6–4, 6–2         |
| Перемога  | 2–0 | Вер 2021 | M15   | Монастір, Туніс     | Тверде   | Аджіт Рай   | Мартен Брезаш Лільян Мармузе         | 6–0, 6–4         |
| Перемога  | 3–0 | Лют 2022 | M25   | Канберра, Австралія | Тверде   | Дейн Свіні  | Джейден Корт Девід Гау               | 6–3, 7–5         |
| Поразка   | 3–1 | Бер 2022 | M25   | Бендіго, Австралія  | Тверде   | Дейн Свіні  | Акіра Сантіллан Філіп Секулік        | 5–7, 7–6, [7–10] |
| Перемога  | 4–1 | Бер 2022 | M25   | Канберра            | Ґрунт    | Дейн Свіні  | Меттью Роміос Ерік Ваншельбойм       | 7–6, 3–6, [10–7] |